# Чемпіонат світу з легкої атлетики в приміщенні 2018 — Штовхання ядра (чоловіки)
Змагання зі штовхання ядра серед чоловіків на Чемпіонаті світу з легкої атлетики в приміщенні 2018 у Бірмінгемі відбулись 3 березня в Арені Бірмінгем.

## Рекорди
На початок змагань основні рекордні результати були такими:
| WIR | Ренді Барнс США     | 22,66 м | Лос-Анджелес США      | 20 січня 1989  |
| CR  | Ульф Тіммерманн НДР | 22,24 м | Індіанаполіс США      | 7 березня 1987 |
| WL  | Томаш Станек Чехія  | 22,17 м | Дюссельдорф Німеччина | 6 лютого 2018  |

Під час змагань були встановлені наступні рекордні результати:
| CR | Томас Волш Нова Зеландія | 22,31 м | Бірмінгем Велика Британія | 3 березня 2018 |
| WL | Томас Волш Нова Зеландія | 22,31 м | Бірмінгем Велика Британія | 3 березня 2018 |

## Розклад
| Дата           | Час початку | Стадія |
| -------------- | ----------- | ------ |
| 3 березня 2018 | 11:45       | Фінал  |

Вказаний місцевий час (UTC+0)

## Результати
За регламентом змагань кваліфікаційний відбір до фіналу не проводився. У фіналі всі атлети мали змогу виконати по три спроби, після чого вісімці найкращих за результатами цих спроб надавалось право виконати ще дві спроби, а насамкінець - четвірка найкращих за результатами п'яти спроб мала змогу виконати ще одну..

### Фінал
| Місце | Атлет               | Країна                     | #1      | #2      | #3      | #4      | #5      | #6      | Результат | Примітки    |
| ----- | ------------------- | -------------------------- | ------- | ------- | ------- | ------- | ------- | ------- | --------- | ----------- |
| 1     | Томас Волш          | Нова Зеландія              | 22,13 м | x       | 22,13 м | x       | x       | 22,31 м | 22,31 м   | CR, WL, AIR |
| 2     | Давід Шторль        | Німеччина                  | 21,14 м | 21,15 м | 21,08 м | 21,44 м | x       | 21,18 м | 21,44 м   | SB          |
| 3     | Томаш Станек        | Чехія                      | 20,28 м | 21,12 м | x       | 21,44 м | x       | 20,27 м | 21,44 м   |             |
| 4     | Дарлан Романі       | Бразилія                   | 21,23 м | x       | 21,09 м | 20,97 м | 21,04 м | 21,37 м | 21,37 м   | AIR         |
| 5     | Месуд Пезер         | Боснія і Герцеговина       | 20,36 м | 20,31 м | 21,15 м | 20,58 м | 20,73 м |         | 21,15 м   | NIR         |
| 6     | Даррелл Гілл        | США                        | 21,06 м | x       | 20,79 м | x       | x       |         | 21,06 м   | PB          |
| 7     | Раян Вайтінг        | США                        | 20,96 м | x       | 20,28 м | 20,45 м | 21,03 м |         | 21,03 м   | SB          |
| 8     | Конрад Буковецький  | Польща                     | 18,35 м | 20,99 м | 20,15 м | x       | x       |         | 20,99 м   |             |
| 9     | Тім Недоу           | Канада                     | 20,09 м | 20,82 м | 20,69 м |         |         |         | 20,82 м   | SB          |
| 10    | Міхал Гаратик       | Польща                     | 19,89 м | 19,89 м | 20,69 м |         |         |         | 20,69 м   |             |
| 11    | Одейн Річардс       | Ямайка                     | 19,93 м | 19,72 м | 19,90 м |         |         |         | 19,93 м   | PB          |
| 12    | Цанко Арнаудов      | Португалія                 | x       | 19,93 м | x       |         |         |         | 19,93 м   |             |
| 13    | Максим Афонін       | Допущені нейтральні атлети | 19,84 м | x       | x       |         |         |         | 19,84 м   |             |
| 14    | Чуквуебука Енеквечі | Нігерія                    | 18,62 м | 19,78 м | x       |         |         |         | 19,78 м   |             |
| 15    | Асмір Колашинац     | Сербія                     | 19,29 м | x       | 19,34 м |         |         |         | 19,34 м   |             |
| 16    | Демьєн Біркінхед    | Австралія                  | 19,10 м | 19,11 м | x       |         |         |         | 19,11 м   |             |